# Svenja Schulze
Svenja Schulze (Duseldorf, 29 de septiembre de 1968) es una política alemana del Partido Socialdemócrata (SPD).
Schulze se desempeñó como ministra federal de Cooperación Económica y Desarrollo de Alemania en el gobierno de coalición del Canciller Olaf Scholz desde 2021 hasta 2025.
Previamente se desempeñó como ministra federal de Medio Ambiente, Protección de la Naturaleza y Seguridad Nuclear en el cuarto gobierno de coalición de la canciller Angela Merkel entre 2018 y 2021.
Anteriormente, del 15 de julio de 2010 al 30 de junio de 2017 fue ministra estatal de Innovación, Ciencia e Investigación de Renania del Norte-Westfalia bajo el gobierno estatal de Hannelore Kraft. Schulze también se desempeñó durante dos periodos como diputada del Parlamento Regional de Renania del Norte-Westfalia.
Estudió Estudios Alemanes y Ciencias Políticas en la Universidad Ruhr de Bochum.